# Любительская мини-футбольная лига Украины
Любительская мини-футбольная лига Украины (укр. Аматорська футзальна ліга України, АФЛУ) — всеукраинский чемпионат по мини-футболу среди любительских команд, основанный в 2013 году и ежегодно проходящий под эгидой Ассоциации мини-футбола Украины.

## История создания
Работа над объединением региональных любительских турниров в единый всеукраинский проект начата в 2013 году. В августе 2013 года вице-президент АМФУ Вадим Каганов представляет проект «Любительская футзальная лига Украины», предполагающий выявление лучшего любительского клуба страны из числа региональных победителей в апреле 2014 года. Инициатором создания лиги стал глава комитета студенческого, любительского и массового футзала одессит Сергей Бабиков, собравший информацию о любительских турнирах по всей стране.
Розыгрыш турнира состоит из двух стадий. На первом этапе на протяжении нескольких месяцев проходят региональные турниры, входящие в состав АФЛУ. Победители этих турниров получают право участия в финальном этапе, в так называемом Всеукраинском финале, проходящем в двух группах — высшей и первой. Некоторые регионы делегировали только чемпионов области, а некоторые — также чемпионов города. В том случае, если в городе параллельно проводится несколько чемпионатов, готовых соответствовать условиям проведения АФЛУ, чемпионы каждого из этих турниров могут принять участие во всеукраинском финале.
Финальная часть турнира может проводиться в любом городе страны, удобном для транспортного сообщения с другими городами страны и содержащем необходимую инфраструктуру и залы.
Регламент соревнований налагает ограничение на количество игроков в фарм-клубах, выступающих в команде мастеров: в любительском коллективе может принимать участие не более двух игроков из Первой лиги чемпионата Украины. Помимо этого существуют ограничения на сроки дозаявок, для того чтобы в финальной части принимали участие только те игроки, что выступали по ходу всего сезона.

## Розыгрыши турнира
Победители турнира
 2014 — «ХИТ» (Киев)

 2015 — «ЮВИКО» (Днепропетровск)

 2016 — «Энергетик» (Винница)

 2017 — «Надежда» (Хорев) 

### 2013—2014
В первом сезоне 2013—2014 в региональных отборочных турнирах приняло участие 998 команд из 20 областей Украины. Некоторые традиционно «футзальные» области не приняли участие в розыгрыше: например, Донецкая, Луганская, Харьковская и Сумская области. Пятнадцать победителей региональных чемпионатов сумели принять участие во всеукраинском финале АФЛУ, который прошёл в конце марта 2014 года в Одессе. Турнир проводился в двух спортивных комплексах — СКА и «Политехник» 28-29 марта, а финальный матч — в спортивном комплексе СКА.
Жеребьёвка турнира состоялась 26 марта, и в результате мероприятия, в котором приняли участие спортивный журналист Леонид Францескевич, бронзовый призёр чемпионата мира по футзалу среди молодёжных команд Сергей Таранчук, а также известный футболист Валентин Полтавец, команды распределились по четырём группам.
- Группа А: «Спортлидер-3» (Хмельницкий), «Динамовец» (Житомир), «ФК» (Николаев);
- Группа Б: «Княжий рынок» (Львов), УВД «Олимп» (Кировоград), КРИПТО (Жёлтые Воды), «Рион» (Ильичёвск);
- Группа В: «Надежда» (Волынская область), ХИТ (Киев), «Спроба» (Никополь), ТГО (Одесса);
- Группа Г: «Эпицентр К» (Ивано-Франковск), «Энергетик» (Винница), «Конкорд» (Кривой Рог), «Таможенник» (Измаил).

Победителем первого розыгрыша АФЛУ в Высшей лиге стал киевский «ХИТ», обыгравший в финале львовский «Княжий рынок» со счётом 2:0. Тренером команды победителей являлся известный в прошлом мини-футболист Олег Дмитриевич Лукьяненко, президент клуба — Владимир Анатольевич Котляр. Лучшим игроком турнира признан Игорь Барсук («ХИТ»), нападающим — Алексей Пивовар («Энергетик»), вратарем — Игорь Стасюк («Княжий рынок»), защитником — Александр Корнейчук («ХИТ»).
Победителем Первой лиги стал «Таможенник» (Измаил), выигравший у «Конкорда» (Кривой Рог) по пенальти 6:5 (2:2).
Через неделю после Всеукраинского финала в Ильичёвске прошёл так называемый «Элитный финал», в котором принимали участие призёры чемпионатов городов и областей. Победителем стала одесская команда «Чёрное море». Лучшими игроками в номинациях Элитного раунда признаны вратарь Константин Стародубовский («Чёрное море»), защитник Александр Максимчук («Проминь»), нападающий Юрий Лоскутов («Судоремонтник»). Звание лучшего игрока турнира досталось Роману Кушниру («Чёрное море»).

### 2014—2015
Финал сезона 2014—2015 должен был пройти в Хмельницком, однако организаторы не сумели обеспечить наличие двух игровых залов. Вместо этого была удовлетворена заявка Запорожья, в котором для проведения турнира были предоставлены спортивные комплексы «ЗАЗ» и «Торпедо». В отличие от прошлого сезона, в этот раз членами лиги, делегирующим победителей региональных соревнований во всеукраинский финал, стало 25 турниров по всей Украине.
Всеукраинский финал прошёл с 27 по 29 марта в спорткомплексах «ЗАС» и «Мотор-Сич». Команды были разбиты на пять групп.
- Группа A: «Агрон-Королевский Смак» (Тернополь), «Бавария» (Энергодар), «Атлет» (Житомир), «Стелс» (Херсон)
- Группа B: «Эпицентр К10» (Ивано-Франковск), «Автолокомотив» (Южноукраинск), «Сиал Джет» (Запорожье), «Агринол» (Бердянск)
- Группа C: «Энерго» (Кировоград), «Конкорд» (Кривой Рог), «Надежда» (Волынская область), «Альтаир» (Черкасская область)
- Группа D: «Энергетик» (Винница), «Кодыма» (Одесская область), «ПЗМС» (Полтава), «Бразерс-Варна» (Никополь)
- Группа Е: «Титан» (Вольногорск), «Спортлидер-3» (Хмельницкий), «Евромода» (Измаил), «ЮВИКО» (Днепропетровск)

Восемь лучших команд пробились в игры плей-офф Высшей лиги, а следующие восемь — в матчи на выбывание в Первой лиге. Четвертьфиналы состоялись во второй половине игрового дня. Решающие матчи — полуфиналы и финал Первой и Высшей лиги — состоялись в третий игровой день.
Первая лига
- Полуфинал: «Атлет» (Житомир) — «Агрон-Королевский смак» (Тернополь) — 2:1
- Полуфинал: «Стелс» (Херсон) — «Кодыма» (Одесская область) — 2:0
- Финал: «Атлет» (Житомир) — «Стелс» (Херсон) — 2:3

Высшая лига
- Полуфинал: «Сиал Джет» (Запорожье) — «ЮВИКО» (Днепропетровск) — 1:1 (по пенальти — 1:2)
- Полуфинал: «Надежда» (Волынская область) — «Спортлидер-3» (Хмельницкий) — 2:1
- Финал: «ЮВИКО» (Днепропетровск) — «Надежда» (Волынская область) — 3:2

Таким образом, победителем второго розыгрыша чемпионата страны среди любителей стал днепропетровский клуб «ЮВИКО». Президент клуба — Юрий Кива, главный тренер — Николай Пичкуров. Спонсором команды являлась компания MOTUL.
Лучшей командой Элитного раунда турнира стал «Проминь» (Житомир), в финале обыгравший КиМ (Ильичёвск).

### 2015—2016
Всеукраинский финал третьего розыгрыша любительского чемпионата страны прошёл в Житомире, в спортивном комплексе «Динамо», а также недавно открытом зале торгово-развлекательного центра ФОК . В финальной части розыгрыша приняло наибольшее количество команд — 26 коллективов, разбитых на восемь групп ю
- Группа А: «Виза-Вторма» (Ивано-Франковск), «Интерпайп Нико Тьюб» (Никополь), «МКВ» (Одесса), «Слобода» (Харьков)
- Группа В: «Атлет» (Житомир), «Агринол» (Бердянск), «Облэнерго» (Херсон), «Автомир» (Николаев)
- Группа С: «АИК-ЭКО» (Запорожье), «Форест» (Сумы), «Легион» (Гребёнка)
- Группа D: «ЮВИКО» (Днепропетровск), «Металлист» (Тернополь), «Альтаир» (Драбов)
- Группа Е: «Энергетик» (Винница), «Ривне-112» (Ровно), «Шахтер» (Днепропетровск)
- Группа F: «Skidka» (Киев), «КРИПТО» (Жёлтые Воды), «Металлург» (Соколовское)
- Группа G: «Надия» (Хорив), «Конкорд» (Дружковка), «Дунай» (Измаил)
- Группа Н: «Спортлидер-3» (Хмельницкий), «Конкорд» (Кривой Рог), «Автолокомотив» (Южноукраинск)

Ввиду большего количества участников, в зависимости от показанных в группе результатов команды попадали во Вторую, Первую или Высшую лигу (в то время как в предыдущем сезоне были лишь Первая и Высшая лига). Финальные матчи в каждой из лиг завершились со следующими результатами:
- Вторая лига: «Облэнерго» (Херсон) — «Конкорд» (Кривой Рог) — 2:3
- Первая лига: «Виза-Вторма» (Ивано-Франковск) — «Ривне-112» (Ровно) — 5:2
- Высшая лига: «АИК-ЭКО» (Запорожье) — «Энергетик» (Винница) — 4:5

Таким образом, лучшим клубом Украины среди любителей в сезоне 2015—2016 стал винницкий «Энергетик».

### 2016—2017
В 2017 году было принято решение проводить два финала — Всеукраинский финал для победителей региональных турниров, а также Элитный финал для призёров городских и областных чемпионатов. По решению Президиума Ассоциации футзала Украины тендер на проведение финалов выиграли Днепр и Луцк.
Матчи Всеукраинского финала прошли с 24 по 27 марта в днепровских спортивных комплексах «УДХТУ» и «Олимпия+». В этот раз команды были разбиты на шесть групп, в которых боролись за выход в четвертьфиналы Высшей и Первой лиги.
- Группа A: «Альтернатива» (Киев), «ИННИС» (Николаев), «Виза-Вторма» (Ивано-Франковск), «Конкорд» (Кривой Рог)
- Группа B: «Атлет» (Житомир), «Алекс» (Мукачево), «Екатеринославхлеб» (Днепр), «Автолокомотив» (Южноукраинск)
- Группа C: «Свиспан-Горизонт» (Костополь), «ИВТ» (Северодонецк), «Сатурн» (Вапнярка), «Стелс» (Херсон)
- Группа D: «АРПИ» (Запорожье, Донецк), «Новая полиция» (Кропивницкий), «Слобода» (Харьков), «ЮВИКО» (Днепр)
- Группа E: «Надежда» (Хорев), «Бахмут-Агро» (Бахмут), «ПЗМС» (Полтава), «МАУ МГОК» (Вольногорск)
- Группа F: «Динамо-ГУНП» (Хмельницкий), «МКВ» (Одесса), ФК «Краснополье» (Сумская область), «Азовское море» (Бердянск)

Финальные матчи в обоих лигах завершились следующим образом:
- Первая лига. «МКВ» — «ПЗМС» — 2:1
- Высшая лига. «Надежда» — «Свиспан-Горизонт» — 3:2

По итогам Всеукраинского финала самые престижные соревнования среди любителей Украины выиграла «Надежда» из Хорева. Победителем Элитного финала неделей позже стал одесский клуб «Чёрное море».

Всеукраинский финал 2017
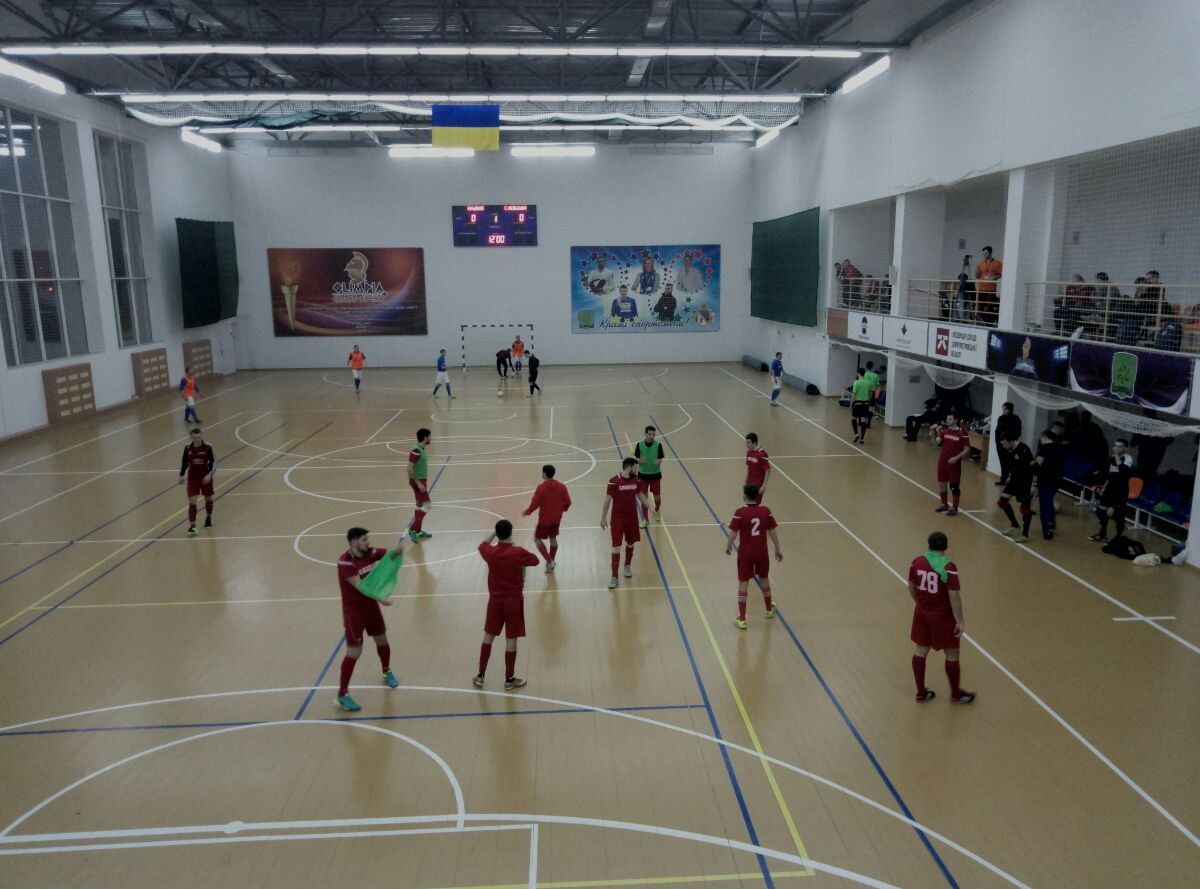
Разминка перед матчем
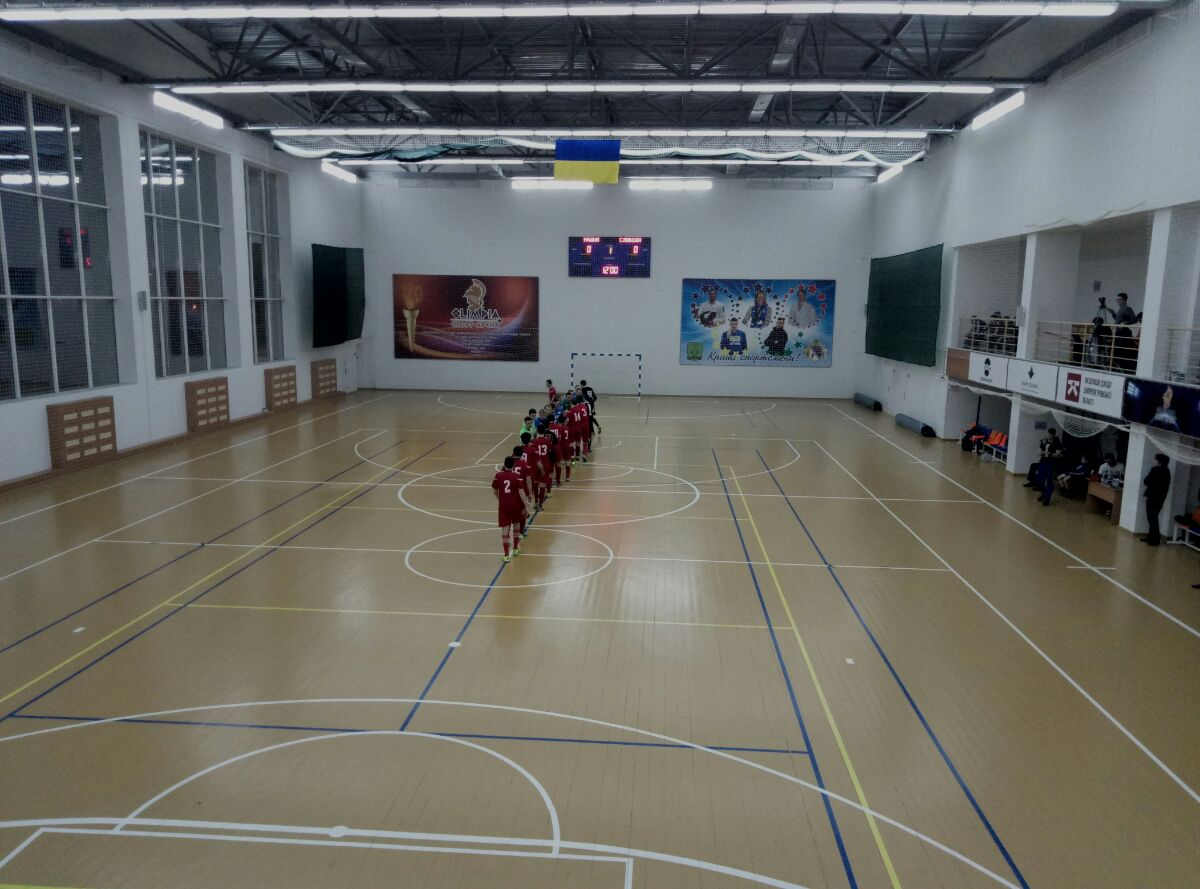
Приветствие команд в начале игры
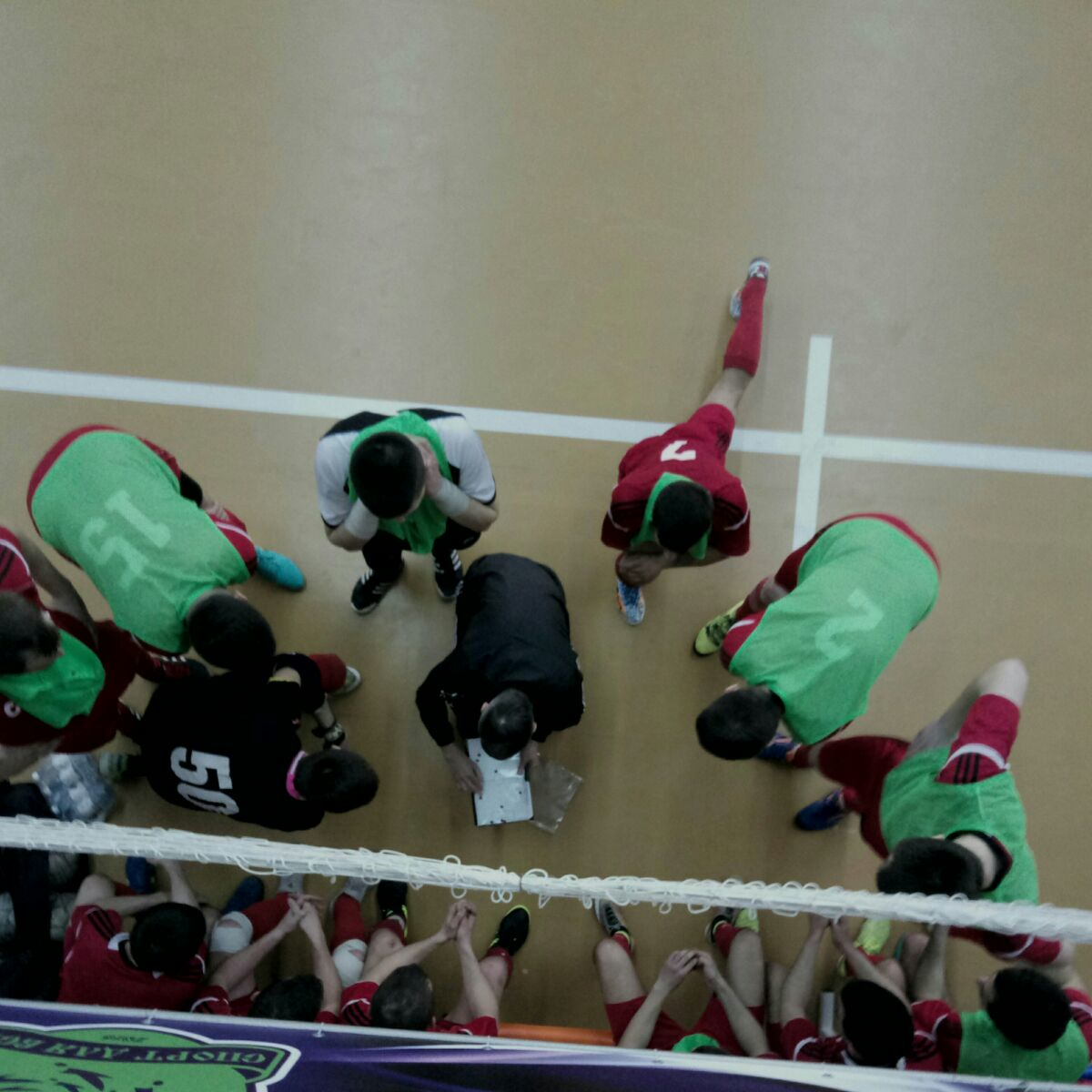
Тренер и игроки команды «Слобода» (Харьков)